# Podnemić
Podnemić (cyr. Поднемић) – wieś w Serbii, w okręgu maczwańskim, w gminie Ljubovija. W 2011 roku liczyła 367 mieszkańców.